# Biatora meiocarpa
Biatora meiocarpa är en lavart som först beskrevs av William Nylander och som fick sitt nu gällande namn av Johann Franz Xaver Arnold. 
Biatora meiocarpa ingår i släktet Biatora, och familjen Ramalinaceae. Arten är reproducerande i Sverige.